# フレディ・グリーン
フレディ・グリーン（Freddie Green、1911年3月31日 - 1987年3月1日）は、アメリカのジャズギタリストである。

## 略歴
サウス・キャロライナ州出身。
カウント・ベイシー楽団のリズム・セクションの「オール・アメリカン・リズム・セクション」の最重要人物。そのプレイは常に正確なリズムと、ベースと非常に調和するコードワークで、カウント・ベイシーのサウンドに無くてはならないものだった。ピック・ギターを左足を上にし、かなり横に構えて延々とリズムを刻むプレイを一生続けた。ジャズ用のアコースティックギターをアンプレスで使い続けたことでも知られるほか、初期の一部を除けば、自らソロ・パートを演奏することは皆無だったといわれている。

## ディスコグラフィ

### リーダー・アルバム
- 『ミスター・リズム』 - Mr. Rhythm (1955年、RCA Victor)
- 『リズム・ウィリー』 - Rhythm Willie (1975年、Concord Jazz) ※with ハーブ・エリス